# Orasemorpha didentata
Orasemorpha didentata (лат.) — вид паразитических наездников рода Orasemorpha из семейства Eucharitidae. Предположительно, как и близкие виды, паразитоиды личинок и куколок муравьёв.

## Распространение
Австралия.

## Описание
Мелкие хальцидоидные наездники (2,3—2,9 мм). Усики 12-члениковые. Основная окраска тела буровато-чёрная. Голова и мезосома тёмно-зелёные с красноватым металлическим отблеском; брюшко и тазики тёмно-коричневые с зеленоватым металлическим отблеском. Ноги и усики желтовато-коричневые и тёмно-коричневый. Брюшко с петиолем поперечные. Членики жгутика усиков цилиндрические. Лицо сильно скульптировано. Основание петиоля сужено и лишено переднего дорсального киля. Петиоль самки поперечный, не более ширины и длины (отчего брюшко выглядит почти сидячим). Транскутальное сочленение (между мезоскутумом и аксиллой) полное с отчётливым поперечным швом. Предположительно, как и близкие виды, паразитоиды личинок и куколок муравьёв.